# Ellie Goulding/Auszeichnungen für Musikverkäufe

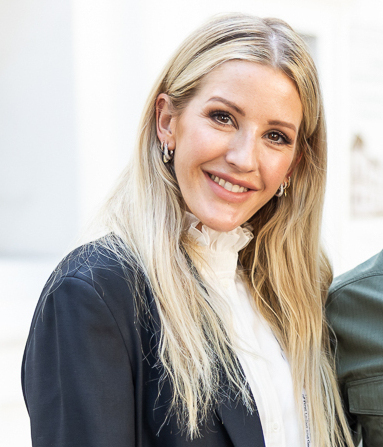
Ellie Goulding (2022)

Dies ist eine Übersicht über die Auszeichnungen für Musikverkäufe der britischen Singer-Songwriterin Ellie Goulding. Die Auszeichnungen finden sich nach ihrer Art (Gold, Platin usw.), nach Staaten getrennt in chronologischer Reihenfolge, geordnet sowie nach den Tonträgern selbst ebenfalls in chronologischer Reihenfolge, getrennt nach Medium (Alben, Singles usw.), wieder.

## Auszeichnungen
| - Vereinigtes Königreich - 2013: für die Single Explosions - 2019: für die Autorenbeteiligung Capital Letters (Hailee Steinfeld) - 2020: für die Single River - 2021: für die Single Powerful - 2024: für das Album Brightest Blue - 2025: für das Album Halcyon Nights - 2025: für die Single Free - 2025: für das Lied My Blood - Australien - 2012: für die Single Anything Could Happen - 2014: für das Album Halcyon - 2014: für die Single How Long Will I Love You - 2016: für die Single Still Falling for You - Belgien - 2013: für die Single Lights - 2013: für die Single Burn - 2013: für die Single I Need Your Love - 2014: für die Single How Long Will I Love You - 2016: für die Single On My Mind - 2019: für die Single Close to Me - Brasilien - 2024: für die Single Anything Could Happen - 2024: für die Single Your Song - 2024: für die Single Beating Heart - Dänemark - 2015: für die Single Powerful - 2018: für das Album Halcyon Days - 2018: für die Single Your Song - 2019: für das Album Delirium - 2019: für die Autorenbeteiligung Capital Letters (Hailee Steinfeld) - 2019: für die Single Still Falling for You - 2019: für die Single Close to Me - 2020: für die Single Hate Me - 2021: für die Single How Long Will I Love You - 2022: für die Single Lights - Deutschland - 2015: für das Album Halcyon - 2018: für die Single On My Mind - 2018: für die Single Still Falling for You - 2022: für die Autorenbeteiligung Capital Letters (Hailee Steinfeld) - 2023: für die Single First Time - 2023: für die Single Do They Know It’s Christmas? - 2023: für die Single Hate Me - Europa (Impala) - 2016: für die Single Powerful - Frankreich - 2015: für die Single Love Me Like You Do - 2017: für die Single First Time - 2019: für die Single Close to Me - 2024: für die Single All By Myself - Griechenland - 2023: für die Single Miracle - Italien - 2017: für die Single Still Falling for You - 2018: für die Single Do They Know It’s Christmas? - 2019: für die Autorenbeteiligung Capital Letters (Hailee Steinfeld) - 2021: für die Single Hate Me - 2023: für die Single Miracle - Kanada - 2020: für das Album Brightest Blue - Mexiko - 2014: für die Single Anything Could Happen - Neuseeland - 2015: für die Single Beating Heart - 2024: für das Album Lights - 2024: für das Album Brightest Blue - Norwegen - 2013: für die Single Starry Eyed - 2025: für die Single All By Myself - Österreich - 2013: für die Single I Need Your Love - 2014: für die Single Burn - 2018: für die Single First Time - 2023: für die Single Miracle - Polen - 2016: für die Single Something in the Way You Move - 2020: für die Single Sixteen - 2022: für die Single First Time - 2022: für die Autorenbeteiligung Capital Letters (Hailee Steinfeld) - 2023: für das Album Brightest Blue - 2024: für die Single All By Myself - Portugal - 2020: für die Single Hate Me - 2020: für die Single Sixteen - 2022: für die Single Outside - 2023: für die Single Miracle - Schweden - 2014: für das Album Halcyon Days - 2014: für die Single How Long Will I Love You - 2015: für die Single Beating Heart - 2016: für die Single Still Falling for You - Schweiz - 2014: für das Album Halcyon Days - Singapur - 2019: für das Album Halcyon - 2021: für das Album Brightest Blue - Spanien - 2013: für das Streaming I Need Your Love - 2024: für die Single First Time - 2024: für die Autorenbeteiligung Capital Letters (Hailee Steinfeld) - 2024: für die Single Still Falling for You - Vereinigte Staaten - 2017: für das Lied Summit - 2018: für die Single First Time - 2018: für die Single Starry Eyed - 2018: für die Single Your Song - 2018: für die Single Beating Heart - 2018: für die Single Something in the Way You Move - 2018: für die Single Hanging On - 2019: für die Single Still Falling for You - 2019: für die Single Powerful - 2020: für das Album Brightest Blue - 2021: für die Single Sixteen - 2024: für die Single Miracle - Vereinigtes Königreich - 2014: für die Single Do They Know It’s Christmas? - 2018: für die Single Army - 2020: für die Single First Time - 2020: für die Single Sixteen - 2021: für die Single Wonderman | - Australien - 2017: für die Single First Time - 2020: für die Single Hate Me - Belgien - 2023: für die Single Miracle - Brasilien - 2024: für die Single Lights - 2024: für die Single Sixteen - 2024: für die Single Still Falling for You - 2024: für die Single Hate Me - Dänemark - 2016: für die Single On My Mind - 2024: für die Single First Time - 2024: für die Single Miracle - Deutschland - 2014: für die Single I Need Your Love - 2015: für die Single Lights - 2015: für die Single Burn - Irland - 2013: für die Single I Need Your Love - Italien - 2013: für die Single I Need Your Love - 2015: für die Single On My Mind - 2016: für die Single Powerful - 2019: für die Single First Time - 2019: für die Single Close to Me - Kanada - 2016: für die Single On My Mind - 2019: für die Single Hate Me - 2020: für das Album Lights - 2021: für die Autorenbeteiligung Capital Letters (Hailee Steinfeld) - Mexiko - 2014: für die Single Burn - 2015: für die Single Love Me Like You Do - 2016: für das Album Halcyon - 2019: für die Single First Time - Neuseeland - 2013: für die Single Figure 8 - 2013: für die Single Anything Could Happen - 2013: für die Single I Need Your Love - 2015: für die Single Powerful - 2019: für die Single First Time - 2020: für die Single Still Falling for You - 2021: für die Single Hate Me - 2024: für das Album Delirium - Norwegen - 2013: für die Single Your Song - 2013: für die Single Lights - 2013: für die Single Anything Could Happen - 2016: für die Single On My Mind - Österreich - 2015: für das Album Halcyon - 2016: für das Album Delirium - 2017: für die Single Love Me Like You Do - Polen - 2020: für die Single Close to Me - 2021: für die Single Hate Me - 2021: für die Single Mama - 2024: für die Single Still Falling for You - Schweden - 2015: für die Single On My Mind - Schweiz - 2014: für die Single Lights - 2014: für die Single I Need Your Love - 2014: für die Single Burn - 2015: für die Single Love Me Like You Do - 2019: für die Single First Time - Singapur - 2019: für das Album Delirium - Spanien - 2014: für das Streaming Burn - 2015: für die Single Burn - 2016: für die Single On My Mind - 2024: für die Single Miracle - 2025: für die Single I Need Your Love - Ungarn - 2024: für die Single All By Myself - Vereinigte Staaten - 2018: für das Album Lights - 2018: für das Album Delirium - 2023: für die Single How Long Will I Love You - Vereinigtes Königreich - 2016: für die Single I Need Your Love - 2016: für das Album Delirium - 2017: für die Single Starry Eyed - 2017: für die Single On My Mind - 2019: für die Single Still Falling for You - 2022: für die Single Anything Could Happen - 2023: für die Single Hate Me - 2023: für die Single Close to Me - 2025: für die Single Lights - Deutschland - 2022: für die Single Outside - Mexiko - 2016: für das Album Delirium | - Australien - 2016: für die Single On My Mind - 2016: für die Single Powerful - 2019: für die Single Close to Me - 2021: für die Autorenbeteiligung Capital Letters (Hailee Steinfeld) - 2023: für die Single Miracle - Belgien - 2016: für die Single Love Me Like You Do - Brasilien - 2016: für das Album Delirium - 2023: für die Single All By Myself - 2024: für die Single On My Mind - 2024: für die Single Close to Me - 2024: für die Single How Long Will I Love You - Dänemark - 2013: für das Streaming I Need Your Love - 2013: für das Streaming Burn - 2020: für das Album Delirium - 2024: für die Single Outside - Italien - 2014: für die Single Burn - 2016: für die Single Outside - Kanada - 2019: für die Single Close to Me - 2020: für das Album Halcyon - 2020: für die Single First Time - Neuseeland - 2015: für die Single Burn - 2016: für die Single On My Mind - 2022: für die Single Close to Me - 2023: für die Single Lights - 2023: für die Single How Long Will I Love You - Norwegen - 2019: für das Album Delirium - Polen - 2016: für die Single On My Mind - 2016: für das Album Delirium - 2024: für die Single Miracle - Schweden - 2013: für die Single I Need Your Love - Schweiz - 2023: für die Single Miracle - Spanien - 2024: für die Single Outside - Ungarn - 2023: für die Single Miracle - Vereinigte Staaten - 2018: für die Single Anything Could Happen - 2018: für die Single On My Mind - 2021: für die Single Close to Me - 2022: für das Album Halcyon - Vereinigtes Königreich - 2013: für das Album Lights - 2019: für die Single Burn - 2019: für die Single How Long Will I Love You - 2021: für die Single Your Song - 2023: für die Single Outside - 2024: für die Single Miracle - Australien - 2013: für die Single Burn - Neuseeland - 2019: für das Album Halcyon - 2024: für die Single Outside - Norwegen - 2015: für die Single Outside - Rumänien - 2017: für das Album Halcyon - Schweden - 2017: für die Single First Time - Spanien - 2024: für die Single Love Me Like You Do - Vereinigte Staaten - 2022: für die Single Hate Me - 2022: für die Single I Need Your Love - 2023: für die Single Outside - Dänemark - 2024: für die Single Love Me Like You Do - Kanada - 2023: für die Single Outside - 2023: für die Single I Need Your Love - Mexiko - 2025: für die Single Outside - Schweden - 2014: für die Single Burn - Vereinigtes Königreich - 2017: für das Album Halcyon - 2023: für die Single Love Me Like You Do - Australien - 2023: für die Single I Need Your Love - 2023: für die Single Outside - Italien - 2017: für die Single Love Me Like You Do - Neuseeland - 2024: für die Single Love Me Like You Do - Niederlande - 2015: für die Single Love Me Like You Do - Vereinigte Staaten - 2023: für die Single Burn - Finnland - 2020: für die Single Love Me Like You Do - Norwegen - 2016: für die Single Love Me Like You Do - Kanada - 2021: für die Single Love Me Like You Do - Vereinigte Staaten - 2023: für die Single Lights - Vereinigte Staaten - 2023: für die Single Love Me Like You Do - Australien - 2021: für die Single Love Me Like You Do - Schweden - 2016: für die Single Love Me Like You Do - Brasilien - 2021: für die Single I Need Your Love - 2021: für die Single Outside - 2024: für die Single Burn - Deutschland - 2023: für die Single Love Me Like You Do - Frankreich - 2025: für die Single Miracle - Mexiko - 2023: für die Single Outside - Polen - 2016: für die Single Love Me Like You Do - Brasilien - 2024: für die Single Love Me Like You Do |

## Auszeichnungen nach Alben

### Delirium
| Land/Region                  | Auszeichnungen für Musikverkäufe (Land/Region, Auszeichnung, Verkäufe) | Verkäufe  |
| ---------------------------- | ---------------------------------------------------------------------- | --------- |
| Brasilien (PMB)              | 2× Platin                                                              | 80.000    |
| Dänemark (IFPI)              | Gold                                                                   | 10.000    |
| Kanada (MC)                  | 2× Platin                                                              | 160.000   |
| Mexiko (AMPROFON)            | 3× Gold                                                                | 90.000    |
| Neuseeland (RMNZ)            | 2× Platin                                                              | 30.000    |
| Norwegen (IFPI)              | 2× Platin                                                              | 40.000    |
| Österreich (IFPI)            | Platin                                                                 | 15.000    |
| Polen (ZPAV)                 | 2× Platin                                                              | 40.000    |
| Singapur (RIAS)              | Platin                                                                 | 10.000    |
| Vereinigte Staaten (RIAA)    | Platin                                                                 | 1.000.000 |
| Vereinigtes Königreich (BPI) | Platin                                                                 | 357.000   |
| Insgesamt                    | 2× Gold · 15× Platin ·                                                 | 1.822.000 |

### Halcyon/Halcyon Days/Halcyon Nights
| Land/Region                  | Auszeichnungen für Musikverkäufe (Land/Region, Auszeichnung, Verkäufe) | Verkäufe  |
| ---------------------------- | ---------------------------------------------------------------------- | --------- |
| Australien (ARIA)            | Gold                                                                   | 35.000    |
| Dänemark (IFPI)              | Gold                                                                   | 10.000    |
| Deutschland (BVMI)           | Gold                                                                   | 100.000   |
| Kanada (MC)                  | 2× Platin                                                              | 160.000   |
| Mexiko (AMPROFON)            | Platin                                                                 | 60.000    |
| Neuseeland (RMNZ)            | 3× Platin                                                              | 45.000    |
| Österreich (IFPI)            | Platin                                                                 | 20.000    |
| Rumänien (UFPR)              | 3× Platin                                                              | 12.000    |
| Schweden (IFPI)              | Gold                                                                   | 20.000    |
| Schweiz (IFPI)               | Gold                                                                   | 10.000    |
| Singapur (RIAS)              | Gold                                                                   | 5.000     |
| Vereinigte Staaten (RIAA)    | 2× Platin                                                              | 2.000.000 |
| Vereinigtes Königreich (BPI) | 4× Platin (Halcyon) · + Silber (Halcyon Nights)                        | 1.310.000 |
| Insgesamt                    | 1× Silber · 6× Gold · 16× Platin ·                                     | 3.790.000 |

### Lights/Bright Lights
| Land/Region                  | Auszeichnungen für Musikverkäufe (Land/Region, Auszeichnung, Verkäufe) | Verkäufe  |
| ---------------------------- | ---------------------------------------------------------------------- | --------- |
| Kanada (MC)                  | Platin                                                                 | 80.000    |
| Neuseeland (RMNZ)            | Gold                                                                   | 7.500     |
| Vereinigte Staaten (RIAA)    | Platin                                                                 | 1.000.000 |
| Vereinigtes Königreich (BPI) | 2× Platin                                                              | 841.000   |
| Insgesamt                    | 1× Gold · 4× Platin ·                                                  | 1.928.500 |

### Brightest Blue
| Land/Region                  | Auszeichnungen für Musikverkäufe (Land/Region, Auszeichnung, Verkäufe) | Verkäufe |
| ---------------------------- | ---------------------------------------------------------------------- | -------- |
| Kanada (MC)                  | Gold                                                                   | 40.000   |
| Neuseeland (RMNZ)            | Gold                                                                   | 7.500    |
| Polen (ZPAV)                 | Gold                                                                   | 10.000   |
| Singapur (RIAS)              | Gold                                                                   | 5.000    |
| Vereinigte Staaten (RIAA)    | Gold                                                                   | 500.000  |
| Vereinigtes Königreich (BPI) | Silber                                                                 | 60.000   |
| Insgesamt                    | 1× Silber · 5× Gold ·                                                  | 622.500  |

## Auszeichnungen nach Singles

### Starry Eyed
| Land/Region                  | Auszeichnungen für Musikverkäufe (Land/Region, Auszeichnung, Verkäufe) | Verkäufe  |
| ---------------------------- | ---------------------------------------------------------------------- | --------- |
| Norwegen (IFPI)              | Gold                                                                   | 5.000     |
| Vereinigte Staaten (RIAA)    | Gold                                                                   | 500.000   |
| Vereinigtes Königreich (BPI) | Platin                                                                 | 775.000   |
| Insgesamt                    | 2× Gold · 1× Platin ·                                                  | 1.280.000 |

### The Writer
| Land/Region                  | Auszeichnungen für Musikverkäufe (Land/Region, Auszeichnung, Verkäufe) | Verkäufe |
| ---------------------------- | ---------------------------------------------------------------------- | -------- |
| Vereinigtes Königreich (BPI) | —                                                                      | 12.446   |
| Insgesamt                    | —                                                                      | 12.446   |

### Your Song
| Land/Region                  | Auszeichnungen für Musikverkäufe (Land/Region, Auszeichnung, Verkäufe) | Verkäufe  |
| ---------------------------- | ---------------------------------------------------------------------- | --------- |
| Brasilien (PMB)              | Gold                                                                   | 30.000    |
| Dänemark (IFPI)              | Gold                                                                   | 45.000    |
| Norwegen (IFPI)              | Platin                                                                 | 10.000    |
| Vereinigte Staaten (RIAA)    | Gold                                                                   | 500.000   |
| Vereinigtes Königreich (BPI) | 2× Platin                                                              | 1.300.000 |
| Insgesamt                    | 3× Gold · 3× Platin ·                                                  | 1.885.000 |

### Wonderman
| Land/Region                  | Auszeichnungen für Musikverkäufe (Land/Region, Auszeichnung, Verkäufe) | Verkäufe |
| ---------------------------- | ---------------------------------------------------------------------- | -------- |
| Vereinigtes Königreich (BPI) | Gold                                                                   | 400.000  |
| Insgesamt                    | 1× Gold ·                                                              | 400.000  |

### Lights
| Land/Region                  | Auszeichnungen für Musikverkäufe (Land/Region, Auszeichnung, Verkäufe) | Verkäufe  |
| ---------------------------- | ---------------------------------------------------------------------- | --------- |
| Belgien (BRMA)               | Gold                                                                   | 15.000    |
| Brasilien (PMB)              | Platin                                                                 | 60.000    |
| Dänemark (IFPI)              | Gold                                                                   | 45.000    |
| Deutschland (BVMI)           | Platin                                                                 | 300.000   |
| Neuseeland (RMNZ)            | 2× Platin                                                              | 60.000    |
| Norwegen (IFPI)              | Platin                                                                 | 10.000    |
| Schweiz (IFPI)               | Platin                                                                 | 30.000    |
| Vereinigte Staaten (RIAA)    | 7× Platin                                                              | 7.000.000 |
| Vereinigtes Königreich (BPI) | Platin                                                                 | 600.000   |
| Insgesamt                    | 2× Gold · 14× Platin ·                                                 | 8.120.000 |

### Hanging On
| Land/Region               | Auszeichnungen für Musikverkäufe (Land/Region, Auszeichnung, Verkäufe) | Verkäufe |
| ------------------------- | ---------------------------------------------------------------------- | -------- |
| Vereinigte Staaten (RIAA) | Gold                                                                   | 500.000  |
| Insgesamt                 | 1× Gold ·                                                              | 500.000  |

### Anything Could Happen
| Land/Region                  | Auszeichnungen für Musikverkäufe (Land/Region, Auszeichnung, Verkäufe) | Verkäufe  |
| ---------------------------- | ---------------------------------------------------------------------- | --------- |
| Australien (ARIA)            | Gold                                                                   | 35.000    |
| Brasilien (PMB)              | Gold                                                                   | 30.000    |
| Mexiko (AMPROFON)            | Gold                                                                   | 30.000    |
| Neuseeland (RMNZ)            | Platin                                                                 | 15.000    |
| Norwegen (IFPI)              | Platin                                                                 | 10.000    |
| Vereinigte Staaten (RIAA)    | 2× Platin                                                              | 2.000.000 |
| Vereinigtes Königreich (BPI) | Platin                                                                 | 620.000   |
| Insgesamt                    | 3× Gold · 5× Platin ·                                                  | 2.740.000 |

### Figure 8
| Land/Region       | Auszeichnungen für Musikverkäufe (Land/Region, Auszeichnung, Verkäufe) | Verkäufe |
| ----------------- | ---------------------------------------------------------------------- | -------- |
| Neuseeland (RMNZ) | Platin                                                                 | 15.000   |
| Insgesamt         | 1× Platin ·                                                            | 15.000   |

### Explosions
| Land/Region                  | Auszeichnungen für Musikverkäufe (Land/Region, Auszeichnung, Verkäufe) | Verkäufe |
| ---------------------------- | ---------------------------------------------------------------------- | -------- |
| Vereinigtes Königreich (BPI) | Silber                                                                 | 200.000  |
| Insgesamt                    | 1× Silber ·                                                            | 200.000  |

### I Need Your Love
| Land/Region                  | Auszeichnungen für Musikverkäufe (Land/Region, Auszeichnung, Verkäufe) | Verkäufe  |
| ---------------------------- | ---------------------------------------------------------------------- | --------- |
| Australien (ARIA)            | 5× Platin                                                              | 350.000   |
| Belgien (BRMA)               | Gold                                                                   | 15.000    |
| Brasilien (PMB)              | Diamant                                                                | 250.000   |
| Deutschland (BVMI)           | Platin                                                                 | 300.000   |
| Finnland (IFPI)              | —                                                                      | 52.999    |
| Frankreich (SNEP)            | —                                                                      | 59.000    |
| Irland (IRMA)                | Platin                                                                 | 15.000    |
| Italien (FIMI)               | Platin                                                                 | 30.000    |
| Kanada (MC)                  | 4× Platin                                                              | 320.000   |
| Neuseeland (RMNZ)            | Platin                                                                 | 15.000    |
| Österreich (IFPI)            | Gold                                                                   | 15.000    |
| Schweden (IFPI)              | 2× Platin                                                              | 80.000    |
| Schweiz (IFPI)               | Platin                                                                 | 30.000    |
| Spanien (Promusicae)         | Platin                                                                 | 60.000    |
| Vereinigte Staaten (RIAA)    | 3× Platin                                                              | 3.000.000 |
| Vereinigtes Königreich (BPI) | Platin                                                                 | 902.000   |
| Insgesamt                    | 2× Gold · 21× Platin · 1× Diamant ·                                    | 5.523.999 |

### Burn
| Land/Region                  | Auszeichnungen für Musikverkäufe (Land/Region, Auszeichnung, Verkäufe) | Verkäufe  |
| ---------------------------- | ---------------------------------------------------------------------- | --------- |
| Australien (ARIA)            | 3× Platin                                                              | 210.000   |
| Belgien (BRMA)               | Gold                                                                   | 15.000    |
| Brasilien (PMB)              | Diamant                                                                | 250.000   |
| Deutschland (BVMI)           | Platin                                                                 | 300.000   |
| Frankreich (SNEP)            | —                                                                      | 41.300    |
| Italien (FIMI)               | 2× Platin                                                              | 60.000    |
| Mexiko (AMPROFON)            | Platin                                                                 | 60.000    |
| Neuseeland (RMNZ)            | 2× Platin                                                              | 30.000    |
| Österreich (IFPI)            | Gold                                                                   | 15.000    |
| Schweden (IFPI)              | 4× Platin                                                              | 160.000   |
| Schweiz (IFPI)               | Platin                                                                 | 30.000    |
| Spanien (Promusicae)         | Platin                                                                 | 40.000    |
| Vereinigte Staaten (RIAA)    | 5× Platin                                                              | 5.000.000 |
| Vereinigtes Königreich (BPI) | 2× Platin                                                              | 1.400.000 |
| Insgesamt                    | 2× Gold · 22× Platin · 1× Diamant ·                                    | 7.611.300 |

### How Long Will I Love You
| Land/Region                  | Auszeichnungen für Musikverkäufe (Land/Region, Auszeichnung, Verkäufe) | Verkäufe  |
| ---------------------------- | ---------------------------------------------------------------------- | --------- |
| Australien (ARIA)            | Gold                                                                   | 35.000    |
| Brasilien (PMB)              | 2× Platin                                                              | 120.000   |
| Dänemark (IFPI)              | Gold                                                                   | 45.000    |
| Belgien (BRMA)               | Gold                                                                   | 15.000    |
| Neuseeland (RMNZ)            | 2× Platin                                                              | 60.000    |
| Schweden (IFPI)              | Gold                                                                   | 20.000    |
| Vereinigte Staaten (RIAA)    | Platin                                                                 | 1.000.000 |
| Vereinigtes Königreich (BPI) | 2× Platin                                                              | 1.500.000 |
| Insgesamt                    | 4× Gold · 7× Platin ·                                                  | 2.795.000 |

### Beating Heart
| Land/Region               | Auszeichnungen für Musikverkäufe (Land/Region, Auszeichnung, Verkäufe) | Verkäufe |
| ------------------------- | ---------------------------------------------------------------------- | -------- |
| Brasilien (PMB)           | Gold                                                                   | 30.000   |
| Neuseeland (RMNZ)         | Gold                                                                   | 7.500    |
| Schweden (IFPI)           | Gold                                                                   | 20.000   |
| Vereinigte Staaten (RIAA) | Gold                                                                   | 500.000  |
| Insgesamt                 | 4× Gold ·                                                              | 557.500  |

### Outside
| Land/Region                  | Auszeichnungen für Musikverkäufe (Land/Region, Auszeichnung, Verkäufe) | Verkäufe  |
| ---------------------------- | ---------------------------------------------------------------------- | --------- |
| Australien (ARIA)            | 5× Platin                                                              | 350.000   |
| Brasilien (PMB)              | Diamant                                                                | 250.000   |
| Dänemark (IFPI)              | 2× Platin                                                              | 180.000   |
| Deutschland (BVMI)           | 3× Gold                                                                | 600.000   |
| Italien (FIMI)               | 2× Platin                                                              | 60.000    |
| Kanada (MC)                  | 4× Platin                                                              | 320.000   |
| Mexiko (AMPROFON)            | Diamant · + 4× Platinum                                                | 540.000   |
| Neuseeland (RMNZ)            | 3× Platin                                                              | 90.000    |
| Norwegen (IFPI)              | 3× Platin                                                              | 120.000   |
| Portugal (AFP)               | Gold                                                                   | 5.000     |
| Spanien (Promusicae)         | 2× Platin                                                              | 120.000   |
| Vereinigte Staaten (RIAA)    | 3× Platin                                                              | 3.000.000 |
| Vereinigtes Königreich (BPI) | 2× Platin                                                              | 1.200.000 |
| Insgesamt                    | 2× Gold · 31× Platin · 2× Diamant ·                                    | 6.835.000 |

### Do They Know It’s Christmas?
| Land/Region                  | Auszeichnungen für Musikverkäufe (Land/Region, Auszeichnung, Verkäufe) | Verkäufe |
| ---------------------------- | ---------------------------------------------------------------------- | -------- |
| Deutschland (BVMI)           | Gold                                                                   | 200.000  |
| Italien (FIMI)               | Gold                                                                   | 25.000   |
| Vereinigtes Königreich (BPI) | Gold                                                                   | 526.000  |
| Insgesamt                    | 3× Gold ·                                                              | 751.000  |

### Love Me like You Do
| Land/Region                  | Auszeichnungen für Musikverkäufe (Land/Region, Auszeichnung, Verkäufe) | Verkäufe   |
| ---------------------------- | ---------------------------------------------------------------------- | ---------- |
| Australien (ARIA)            | 9× Platin                                                              | 630.000    |
| Belgien (BRMA)               | 2× Platin                                                              | 60.000     |
| Brasilien (PMB)              | 9× Diamant                                                             | 2.250.000  |
| Dänemark (IFPI)              | 4× Platin                                                              | 360.000    |
| Deutschland (BVMI)           | Diamant                                                                | 1.000.000  |
| Finnland (IFPI)              | 6× Platin                                                              | 240.000    |
| Frankreich (SNEP)            | Gold                                                                   | 333.000    |
| Italien (FIMI)               | 5× Platin                                                              | 250.000    |
| Kanada (MC)                  | 7× Platin                                                              | 560.000    |
| Mexiko (AMPROFON)            | Platin                                                                 | 60.000     |
| Neuseeland (RMNZ)            | 5× Platin                                                              | 150.000    |
| Niederlande (NVPI)           | 5× Platin                                                              | 150.000    |
| Norwegen (IFPI)              | 6× Platin                                                              | 240.000    |
| Österreich (IFPI)            | Platin                                                                 | 30.000     |
| Polen (ZPAV)                 | 2× Diamant                                                             | 200.000    |
| Schweden (IFPI)              | 9× Platin                                                              | 360.000    |
| Schweiz (IFPI)               | Platin                                                                 | 30.000     |
| Spanien (Promusicae)         | 3× Platin                                                              | 240.000    |
| Vereinigte Staaten (RIAA)    | 8× Platin                                                              | 8.000.000  |
| Vereinigtes Königreich (BPI) | 4× Platin                                                              | 2.400.000  |
| Insgesamt                    | 1× Gold · 76× Platin · 12× Diamant ·                                   | 17.543.000 |

### Powerful
| Land/Region                  | Auszeichnungen für Musikverkäufe (Land/Region, Auszeichnung, Verkäufe) | Verkäufe |
| ---------------------------- | ---------------------------------------------------------------------- | -------- |
| Australien (ARIA)            | 2× Platin                                                              | 140.000  |
| Dänemark (IFPI)              | Gold                                                                   | 30.000   |
| Europa (Impala)              | Gold                                                                   | (75.000) |
| Italien (FIMI)               | Platin                                                                 | 50.000   |
| Neuseeland (RMNZ)            | Platin                                                                 | 15.000   |
| Vereinigte Staaten (RIAA)    | Gold                                                                   | 500.000  |
| Vereinigtes Königreich (BPI) | Silber                                                                 | 200.000  |
| Insgesamt                    | 1× Silber · 3× Gold · 4× Platin ·                                      | 935.000  |

### On My Mind
| Land/Region                  | Auszeichnungen für Musikverkäufe (Land/Region, Auszeichnung, Verkäufe) | Verkäufe  |
| ---------------------------- | ---------------------------------------------------------------------- | --------- |
| Australien (ARIA)            | 2× Platin                                                              | 140.000   |
| Belgien (BRMA)               | Gold                                                                   | 15.000    |
| Brasilien (PMB)              | 2× Platin                                                              | 120.000   |
| Dänemark (IFPI)              | Platin                                                                 | 60.000    |
| Deutschland (BVMI)           | Gold                                                                   | 200.000   |
| Italien (FIMI)               | Platin                                                                 | 50.000    |
| Kanada (MC)                  | Platin                                                                 | 80.000    |
| Neuseeland (RMNZ)            | 2× Platin                                                              | 30.000    |
| Norwegen (IFPI)              | Platin                                                                 | 40.000    |
| Polen (ZPAV)                 | 2× Platin                                                              | 40.000    |
| Schweden (IFPI)              | Platin                                                                 | 40.000    |
| Spanien (Promusicae)         | Platin                                                                 | 40.000    |
| Vereinigte Staaten (RIAA)    | 2× Platin                                                              | 2.000.000 |
| Vereinigtes Königreich (BPI) | Platin                                                                 | 763.000   |
| Insgesamt                    | 2× Gold · 17× Platin ·                                                 | 3.618.000 |

### Army
| Land/Region                  | Auszeichnungen für Musikverkäufe (Land/Region, Auszeichnung, Verkäufe) | Verkäufe |
| ---------------------------- | ---------------------------------------------------------------------- | -------- |
| Vereinigtes Königreich (BPI) | Gold                                                                   | 400.000  |
| Insgesamt                    | 1× Gold ·                                                              | 400.000  |

### Something in the Way You Move
| Land/Region               | Auszeichnungen für Musikverkäufe (Land/Region, Auszeichnung, Verkäufe) | Verkäufe |
| ------------------------- | ---------------------------------------------------------------------- | -------- |
| Polen (ZPAV)              | Gold                                                                   | 10.000   |
| Vereinigte Staaten (RIAA) | Gold                                                                   | 500.000  |
| Insgesamt                 | 2× Gold ·                                                              | 510.000  |

### Still Falling for You
| Land/Region                  | Auszeichnungen für Musikverkäufe (Land/Region, Auszeichnung, Verkäufe) | Verkäufe  |
| ---------------------------- | ---------------------------------------------------------------------- | --------- |
| Australien (ARIA)            | Gold                                                                   | 35.000    |
| Brasilien (PMB)              | Platin                                                                 | 60.000    |
| Dänemark (IFPI)              | Gold                                                                   | 45.000    |
| Deutschland (BVMI)           | Gold                                                                   | 200.000   |
| Italien (FIMI)               | Gold                                                                   | 25.000    |
| Neuseeland (RMNZ)            | Platin                                                                 | 30.000    |
| Polen (ZPAV)                 | Platin                                                                 | 50.000    |
| Schweden (IFPI)              | Gold                                                                   | 20.000    |
| Spanien (Promusicae)         | Gold                                                                   | 30.000    |
| Vereinigte Staaten (RIAA)    | Gold                                                                   | 500.000   |
| Vereinigtes Königreich (BPI) | Platin                                                                 | 811.000   |
| Insgesamt                    | 7× Gold · 4× Platin ·                                                  | 1.806.000 |

### First Time
| Land/Region                  | Auszeichnungen für Musikverkäufe (Land/Region, Auszeichnung, Verkäufe) | Verkäufe  |
| ---------------------------- | ---------------------------------------------------------------------- | --------- |
| Australien (ARIA)            | Platin                                                                 | 70.000    |
| Dänemark (IFPI)              | Platin                                                                 | 90.000    |
| Deutschland (BVMI)           | Gold                                                                   | 200.000   |
| Frankreich (SNEP)            | Gold                                                                   | 66.666    |
| Italien (FIMI)               | Platin                                                                 | 50.000    |
| Kanada (MC)                  | 2× Platin                                                              | 160.000   |
| Mexiko (AMPROFON)            | Platin                                                                 | 60.000    |
| Neuseeland (RMNZ)            | Platin                                                                 | 30.000    |
| Österreich (IFPI)            | Gold                                                                   | 15.000    |
| Polen (ZPAV)                 | Gold                                                                   | 25.000    |
| Schweden (IFPI)              | 3× Platin                                                              | 120.000   |
| Schweiz (IFPI)               | Platin                                                                 | 20.000    |
| Spanien (Promusicae)         | Gold                                                                   | 30.000    |
| Vereinigte Staaten (RIAA)    | Gold                                                                   | 500.000   |
| Vereinigtes Königreich (BPI) | Gold                                                                   | 400.000   |
| Insgesamt                    | 7× Gold · 11× Platin ·                                                 | 1.836.666 |

### Close to Me
| Land/Region                  | Auszeichnungen für Musikverkäufe (Land/Region, Auszeichnung, Verkäufe) | Verkäufe  |
| ---------------------------- | ---------------------------------------------------------------------- | --------- |
| Australien (ARIA)            | 2× Platin                                                              | 140.000   |
| Belgien (BRMA)               | Gold                                                                   | 20.000    |
| Brasilien (PMB)              | 2× Platin                                                              | 80.000    |
| Dänemark (IFPI)              | Gold                                                                   | 45.000    |
| Frankreich (SNEP)            | Gold                                                                   | 100.000   |
| Italien (FIMI)               | Platin                                                                 | 50.000    |
| Kanada (MC)                  | 2× Platin                                                              | 160.000   |
| Neuseeland (RMNZ)            | 2× Platin                                                              | 60.000    |
| Polen (ZPAV)                 | Platin                                                                 | 20.000    |
| Vereinigte Staaten (RIAA)    | 2× Platin                                                              | 2.000.000 |
| Vereinigtes Königreich (BPI) | Platin                                                                 | 600.000   |
| Insgesamt                    | 3× Gold · 13× Platin ·                                                 | 3.275.000 |

### Mama
| Land/Region  | Auszeichnungen für Musikverkäufe (Land/Region, Auszeichnung, Verkäufe) | Verkäufe |
| ------------ | ---------------------------------------------------------------------- | -------- |
| Polen (ZPAV) | Platin                                                                 | 50.000   |
| Insgesamt    | 1× Platin ·                                                            | 50.000   |

### Sixteen
| Land/Region                  | Auszeichnungen für Musikverkäufe (Land/Region, Auszeichnung, Verkäufe) | Verkäufe |
| ---------------------------- | ---------------------------------------------------------------------- | -------- |
| Brasilien (PMB)              | Platin                                                                 | 40.000   |
| Polen (ZPAV)                 | Gold                                                                   | 10.000   |
| Portugal (AFP)               | Gold                                                                   | 5.000    |
| Vereinigte Staaten (RIAA)    | Gold                                                                   | 500.000  |
| Vereinigtes Königreich (BPI) | Gold                                                                   | 400.000  |
| Insgesamt                    | 4× Gold · 1× Platin ·                                                  | 955.000  |

### Hate Me
| Land/Region                  | Auszeichnungen für Musikverkäufe (Land/Region, Auszeichnung, Verkäufe) | Verkäufe  |
| ---------------------------- | ---------------------------------------------------------------------- | --------- |
| Australien (ARIA)            | Platin                                                                 | 70.000    |
| Brasilien (PMB)              | Platin                                                                 | 40.000    |
| Dänemark (IFPI)              | Gold                                                                   | 45.000    |
| Deutschland (BVMI)           | Gold                                                                   | 200.000   |
| Italien (FIMI)               | Gold                                                                   | 35.000    |
| Kanada (MC)                  | Platin                                                                 | 80.000    |
| Neuseeland (RMNZ)            | Platin                                                                 | 30.000    |
| Polen (ZPAV)                 | Platin                                                                 | 50.000    |
| Portugal (AFP)               | Gold                                                                   | 5.000     |
| Vereinigte Staaten (RIAA)    | 3× Platin                                                              | 3.000.000 |
| Vereinigtes Königreich (BPI) | Platin                                                                 | 600.000   |
| Insgesamt                    | 4× Gold · 9× Platin ·                                                  | 4.155.000 |

### River
| Land/Region                  | Auszeichnungen für Musikverkäufe (Land/Region, Auszeichnung, Verkäufe) | Verkäufe |
| ---------------------------- | ---------------------------------------------------------------------- | -------- |
| Vereinigtes Königreich (BPI) | Silber                                                                 | 200.000  |
| Insgesamt                    | 1× Silber ·                                                            | 200.000  |

### All By Myself
| Land/Region       | Auszeichnungen für Musikverkäufe (Land/Region, Auszeichnung, Verkäufe) | Verkäufe |
| ----------------- | ---------------------------------------------------------------------- | -------- |
| Brasilien (PMB)   | 2× Platin                                                              | 160.000  |
| Frankreich (SNEP) | Gold                                                                   | 100.000  |
| Norwegen (IFPI)   | Gold                                                                   | 30.000   |
| Polen (ZPAV)      | Gold                                                                   | 25.000   |
| Ungarn (MAHASZ)   | Platin                                                                 | 4.000    |
| Insgesamt         | 3× Gold · 3× Platin ·                                                  | 319.000  |

### Miracle
| Land/Region                  | Auszeichnungen für Musikverkäufe (Land/Region, Auszeichnung, Verkäufe) | Verkäufe  |
| ---------------------------- | ---------------------------------------------------------------------- | --------- |
| Australien (ARIA)            | 2× Platin                                                              | 140.000   |
| Belgien (BRMA)               | Platin                                                                 | 40.000    |
| Dänemark (IFPI)              | Platin                                                                 | 90.000    |
| Frankreich (SNEP)            | Diamant                                                                | 333.333   |
| Griechenland (IFPI)          | Gold                                                                   | 10.000    |
| Italien (FIMI)               | Gold                                                                   | 50.000    |
| Österreich (IFPI)            | Gold                                                                   | 15.000    |
| Polen (ZPAV)                 | 2× Platin                                                              | 100.000   |
| Portugal (AFP)               | Gold                                                                   | 5.000     |
| Schweiz (IFPI)               | 2× Platin                                                              | 40.000    |
| Spanien (Promusicae)         | Platin                                                                 | 60.000    |
| Ungarn (MAHASZ)              | 2× Platin                                                              | 8.000     |
| Vereinigte Staaten (RIAA)    | Gold                                                                   | 500.000   |
| Vereinigtes Königreich (BPI) | 2× Platin                                                              | 1.200.000 |
| Insgesamt                    | 5× Gold · 13× Platin · 1× Diamant ·                                    | 2.591.333 |

### Free
| Land/Region                  | Auszeichnungen für Musikverkäufe (Land/Region, Auszeichnung, Verkäufe) | Verkäufe |
| ---------------------------- | ---------------------------------------------------------------------- | -------- |
| Vereinigtes Königreich (BPI) | Silber                                                                 | 200.000  |
| Insgesamt                    | 1× Silber ·                                                            | 200.000  |

## Auszeichnungen nach Liedern

### Summit
| Land/Region               | Auszeichnungen für Musikverkäufe (Land/Region, Auszeichnung, Verkäufe) | Verkäufe |
| ------------------------- | ---------------------------------------------------------------------- | -------- |
| Vereinigte Staaten (RIAA) | Gold                                                                   | 500.000  |
| Insgesamt                 | 1× Gold ·                                                              | 500.000  |

### My Blood
| Land/Region                  | Auszeichnungen für Musikverkäufe (Land/Region, Auszeichnung, Verkäufe) | Verkäufe |
| ---------------------------- | ---------------------------------------------------------------------- | -------- |
| Vereinigtes Königreich (BPI) | Silber                                                                 | 200.000  |
| Insgesamt                    | 1× Silber ·                                                            | 200.000  |

## Auszeichnungen nach Autorenbeteiligungen

### Capital Letters (Hailee Steinfeld)
| Land/Region                  | Auszeichnungen für Musikverkäufe (Land/Region, Auszeichnung, Verkäufe) | Verkäufe |
| ---------------------------- | ---------------------------------------------------------------------- | -------- |
| Australien (ARIA)            | 2× Platin                                                              | 140.000  |
| Dänemark (IFPI)              | Gold                                                                   | 45.000   |
| Deutschland (BVMI)           | Gold                                                                   | 200.000  |
| Italien (FIMI)               | Gold                                                                   | 25.000   |
| Kanada (MC)                  | Platin                                                                 | 80.000   |
| Polen (ZPAV)                 | Gold                                                                   | 25.000   |
| Spanien (Promusicae)         | Gold                                                                   | 30.000   |
| Vereinigtes Königreich (BPI) | Silber                                                                 | 200.000  |
| Insgesamt                    | 1× Silber · 5× Gold · 3× Platin ·                                      | 745.000  |

## Auszeichnungen nach Musikstreamings

### Burn
| Land/Region          | Auszeichnungen für Musikverkäufe (Land/Region, Auszeichnung, Verkäufe) | Verkäufe   |
| -------------------- | ---------------------------------------------------------------------- | ---------- |
| Dänemark (IFPI)      | 2× Platin                                                              | 3.600.000  |
| Spanien (Promusicae) | Platin                                                                 | 8.000.000  |
| Insgesamt            | 3× Platin ·                                                            | 11.600.000 |

### I Need Your Love
| Land/Region          | Auszeichnungen für Musikverkäufe (Land/Region, Auszeichnung, Verkäufe) | Verkäufe  |
| -------------------- | ---------------------------------------------------------------------- | --------- |
| Dänemark (IFPI)      | 2× Platin                                                              | 3.600.000 |
| Spanien (Promusicae) | Gold                                                                   | 4.000.000 |
| Insgesamt            | 1× Gold · 2× Platin ·                                                  | 7.600.000 |

## Statistik und Quellen
| Land/RegionAuszeichnungen für Musikverkäufe (Land/Region, Auszeichnungen, Verkäufe, Quellen) | Silber     | Gold       | Platin         | Diamant       | Verkäufe   | Quellen                           |
| -------------------------------------------------------------------------------------------- | ---------- | ---------- | -------------- | ------------- | ---------- | --------------------------------- |
| Australien (ARIA)                                                                            | —          | 4× Gold4   | 34× Platin34   | —             | 2.520.000  | aria.com.au                       |
| Belgien (BRMA)                                                                               | —          | 6× Gold6   | 3× Platin3     | —             | 195.000    | ultratop.be                       |
| Brasilien (PMB)                                                                              | —          | 3× Gold3   | 14× Platin14   | 12× Diamant12 | 3.850.000  | pro-musicabr.org.br               |
| Dänemark (IFPI)                                                                              | —          | 10× Gold10 | 13× Platin13   | —             | 1.145.000  | ifpi.dk                           |
| Deutschland (BVMI)                                                                           | —          | 8× Gold8   | 4× Platin4     | Diamant1      | 3.800.000  | musikindustrie.de                 |
| Europa (Impala)                                                                              | —          | Gold1      | —              | —             | (75.000)   | Einzelnachweise                   |
| Finnland (IFPI)                                                                              | —          | —          | 6× Platin6     | —             | 292.999    | Einzelnachweise                   |
| Frankreich (SNEP)                                                                            | —          | 4× Gold4   | —              | Diamant1      | 1.033.299  | infodisc.fr snepmusique.com       |
| Griechenland (IFPI)                                                                          | —          | Gold1      | —              | —             | 10.000     | Einzelnachweise                   |
| Irland (IRMA)                                                                                | —          | —          | Platin1        | —             | 15.000     | Einzelnachweise                   |
| Italien (FIMI)                                                                               | —          | 5× Gold5   | 14× Platin14   | —             | 760.000    | fimi.it                           |
| Kanada (MC)                                                                                  | —          | Gold1      | 27× Platin27   | —             | 2.200.000  | musiccanada.com                   |
| Mexiko (AMPROFON)                                                                            | —          | 2× Gold2   | 9× Platin9     | Diamant1      | 900.000    | amprofon.com.mx                   |
| Neuseeland (RMNZ)                                                                            | —          | 3× Gold3   | 30× Platin30   | —             | 727.500    | radioscope.co.nz NZ2              |
| Niederlande (NVPI)                                                                           | —          | —          | 5× Platin5     | —             | 150.000    | nvpi.nl                           |
| Norwegen (IFPI)                                                                              | —          | 2× Gold2   | 15× Platin15   | —             | 515.000    | ifpi.no                           |
| Österreich (IFPI)                                                                            | —          | 4× Gold4   | 3× Platin3     | —             | 125.000    | ifpi.at                           |
| Polen (ZPAV)                                                                                 | —          | 6× Gold6   | 10× Platin10   | 2× Diamant2   | 655.000    | olis.pl                           |
| Portugal (AFP)                                                                               | —          | 4× Gold4   | —              | —             | 20.000     | Einzelnachweise                   |
| Rumänien (UFPR)                                                                              | —          | —          | 3× Platin3     | —             | 12.000     | Einzelnachweise                   |
| Schweden (IFPI)                                                                              | —          | 4× Gold4   | 19× Platin19   | —             | 840.000    | sverigetopplistan.se              |
| Schweiz (IFPI)                                                                               | —          | Gold1      | 7× Platin7     | —             | 190.000    | hitparade.ch musikwoche.de        |
| Singapur (RIAS)                                                                              | —          | 2× Gold2   | Platin1        | —             | 20.000     | rias.org.sg                       |
| Spanien (Promusicae)                                                                         | —          | 4× Gold4   | 10× Platin10   | —             | 650.000    | elportaldemusica.es promusicae.es |
| Ungarn (MAHASZ)                                                                              | —          | —          | 3× Platin3     | —             | 12.000     | slagerlistak.hu                   |
| Vereinigte Staaten (RIAA)                                                                    | —          | 13× Gold13 | 39× Platin39   | —             | 45.600.000 | riaa.com                          |
| Vereinigtes Königreich (BPI)                                                                 | 8× Silber8 | 5× Gold5   | 29× Platin29   | —             | 20.571.446 | bpi.co.uk                         |
| Insgesamt                                                                                    | 8× Silber8 | 92× Gold92 | 300× Platin300 | 17× Diamant17 |            |                                   |